# زوبیا
زوبیا (به عربی: زوبیا) یک روستا در اردن است که در استان اربد واقع شده‌است. زوبیا ۷٬۰۰۰ نفر جمعیت دارد.